# Ambassade van IJsland in Malawi
De ambassade van IJsland in Malawi is sinds 2004 gevestigd in hoofdstad Lilongwe. IJsland heeft een langdurige ontwikkelingsrelatie met het land, waarvoor de ambassade het belangrijkste steunpunt is.

## Geschiedenis
De relaties tussen IJsland en Malawi begonnen in 1986 met het bezoek van de IJslandse premier Steingrímur Hermannsson aan Malawi. Dit was het eerste officiële IJslandse bezoek aan een ontwikkelingsland. Dit werd opgevolgd door een overeenkomst over ontwikkelingssamenwerking in 1989 en de opening van een IJslandse missie in de Malawiaanse hoofdstad Lilongwe. De missie stond direct onder het ministerie van Buitenlandse Zaken in Reykjavik en viel niet onder een derde ambassade.
De diplomatieke betrekkingen tussen de twee landen werden op 14 augustus 1998 geformaliseerd. In 2004 werd het consulaat een ambassade, dat organisatorisch onder de verantwoordelijkheid viel van de ambassade in Maputo in Mozambique. In november 2005 werd de regionale ambassade vanuit Maputo naar Pretoria in Zuid-Afrika verhuisd.
Door de IJslandse bankencrisis moest het land flink bezuinigen op haar ontwikkelingsgelden. De regering sneed in 2010 in het aantal ambassades in ontwikkelingslanden, waaronder die in Pretoria, Maputo en Windhoek. De Malawiaanse ambassade bleef overeind, maar werd door deze reorganisatie weer rechtstreeks vanuit Reykjavik geleid. In 2018 werd de ambassade van Lilongwe ondergebracht bij de ambassade in Kampala in Oeganda. In 2020 werd de ambassade geheel zelfstandig gezet.

## Ontwikkelingssamenwerking
Vanaf het begin van de ontwikkelingsrelatie heeft de IJslandse inspanning in Malawi zich gericht op het district Mangochi, dat rond de zuidpunt van het Malawimeer ligt en met 1,2 miljoen inwoners het op een na grootste district van Malawi is. Oorspronkelijk was het steunprogramma gericht op de visserijsector in het gebied, maar dit werd met de jaren uitgebreid naar onderwijs, gezondheidszorg en de watervoorziening in de plattelandsgebieden van het district. Sinds 2012 wordt het programma uitgevoerd in samenwerking met de lokale autoriteiten.
Door de goede ervaringen met deze aanpak besloot IJsland om vanaf 2022 de samenwerking aan te gaan met het district Nkhotakota aan de westelijke oever van het Malawimeer.

## Ambassadeurs
De volgende diplomaten waren ambassadeur voor IJsland naar Malawi. Tot 2020 waren deze 'niet-residerend' ambassadeur met een standplaats buiten Malawi.
| #                                                | Naam                           | Aanstelling      | Einde missie    | Noten                | Opmerking                              |
| ------------------------------------------------ | ------------------------------ | ---------------- | --------------- | -------------------- | -------------------------------------- |
| 1                                                | Björn Dagbjartsson             | 29 mei 2002      | 16 maart 2004   |                      | Vanuit Mozambique                      |
| 2                                                | Benedikt Ásgeirsson            | 16 maart 2004    | 1 june 2006     | [ 12 ]               | Vanaf november 2005 vanuit Zuid-Afrika |
| 3                                                | Sigríður Dúna Kristmundsdóttir | 1 june 2006      | 1 augustus 2008 | [ 12 ] [ 13 ] [ 14 ] | Vanaf november 2005 vanuit Zuid-Afrika |
| 4                                                | Guðmundur Eiríksson            | oktober 2008     | januari 2010    | [ 14 ]               | Vanaf november 2005 vanuit Zuid-Afrika |
|                                                  | -                              | 2010             | 2018            |                      | Vanuit Reyjavik                        |
| 5                                                | Unnur Orradóttir Ramette       | 9 januari 2020   | oktober 2020    | [ 15 ]               | Vanuit Oeganda                         |
|                                                  | Inga Dóra Pétursdóttir         | 8 september 2020 | 1 augustus 2024 | [ 16 ]               | Charges d'Affair in Lilongwe           |
|                                                  | Davíð Bjarnason                | 1 augustus 2024  |                 | [ 17 ]               | Charges d'Affair in Lilongwe           |
| Bron tot 2007. Lijst bijgewerkt in januari 2025. |                                |                  |                 |                      |                                        |